# Francesco Bassano le Jeune
Pour les articles homonymes, voir Bassano.
Francesco Bassano le Jeune, ou Francesco Giambattista da Ponte (Bassano del Grappa, 26 janvier 1549 - Venise, 4 juillet 1592), est un peintre vénitien maniériste de l'école vénitienne.

## Biographie
Né près de Venise, Francesco Bassano est l'aîné de quatre fils avec Gerolamo (1566-1621), Giovanni Battista (1553-1613) et Leandro (1557-1622) et travaille avec eux à l'atelier familial de son père Jacopo Bassano.
Il fut profondément influencé par l'art de son père, qui réalisa avec son important atelier, de foisonnantes et denses compositions, le plus souvent bibliques, mais prétextes à des évocations réalistes de la vie quotidienne. Au cours des années 1560, alors que son père était en train d'élaborer sa thématique pastorale, Francesco en fournira des exemples de choix. Dans l'atelier, il s'affirme rapidement comme l'élève le plus doué, et aussi comme l'interprète le plus fidèle de son père, si bien qu'après 1570, il signe à plusieurs reprises avec lui.
À la fin de 1577, il décide de se mettre à son compte et durant les premiers mois de 1578, il part définitivement à Venise. Il ne rompt pas pour autant les liens avec sa famille, son père continue de lui fournir des esquisses, des idées et des suggestions, et lui-même, quand il reçoit des commandes de grandes envergure, n'hésite pas à se faire aider par ses frères Léandro et Girolamo.
Il s'essaie à la peinture d’histoire monumentale, par quelques œuvres au palais des Doges, mais il abandonne le genre après son échec en 1582 au concours auquel participent, entre autres peintres réputés, Zuccaro, Véronèse, Tintoret et Palma le Jeune, pour remplacer le Couronnement de la Vierge entourée des hiérarchies célestes dit du Paradis de Guariento di Arpo (1365) détruit par un incendie le 20 décembre 1577. Il sort ex æquo avec Véronèse, mais ce dernier meurt en 1588 ; la toile commune n'est pas commencée et Bassano est considéré comme étant trop jeune et seul pour ce travail monumental (22 × 7 m).
À Venise son état psychique se détériore et, en novembre 1591, il tente de se suicider en se jetant d'une fenêtre. Contraint à garder le lit, il meurt huit mois plus tard. C'est son frère Leandro qui reprendra sa suite.
Domenico Robusti, dit Le Tintoret, fera son portrait.

## Œuvres
- Le Départ d'Abraham pour la terre de Canaan (1560-1592), Rijksmuseum Amsterdam, inv. no SK-A-3377
- La Forge de Vulcain, (1577), toile, 137 × 191 cm, Musée du Louvre, Paris
- Ésaü vendant son droit d’aînesse à son frère Jacob (entre 1578 et 1592), musée Baron-Gérard de Bayeux
- Scène de bataille, dite Charles VIII recevant la couronne de Naples (vers 1585-1590), huile sur toile, 236 × 364 cm, Musée des Beaux-Arts de Lyon[1]
- L'Adoration des bergers, huile sur toile, 87 × 116 cm, musée Baron-Martin, Gray (Haute-Saône)
- L'Adoration des mages, huile sur toile, 87 × 116 cm, musée Baron-Martin, Gray (Haute-Saône)
- Assomption (1589), Église Saint-Louis-des-Français de Rome
- Tableaux à l'église paroissiale d'Arsiè
- Paysan écorchant un porc, huile sur toile, 56 × 44 cm,Musée Ingres-Bourdelle Montauban
- La Vierge en gloire avec saint Jean-Batiste et saint Nicolas de Bari, huile sur toile, de 1570, San Giacomo dall'Orio, Venise
- Le Baptême de S. Afra, Église sant’Angela Merici de Brescia
- Adoration des bergers, huile sur toile, Cathédrale Sainte-Marie de Tolède
- Le Retour du fils prodigue, Musée des Beaux-Arts de Libourne
- Le Christ au Jardin des oliviers, Musée national de Belgrade
- Le Pape Alexandre III recevant et bénissant le doge Sebastiano Ziani
- Les Saisons : L'Été, Les Vendanges… Kunsthistorische Museum de Vienne (Autriche)
- Scène champêtre, huile sur toile, 114 × 178 cm, Galerie Palatine, Palais Pitti, Florence. Elle a pour pendant une scène rustique[4].

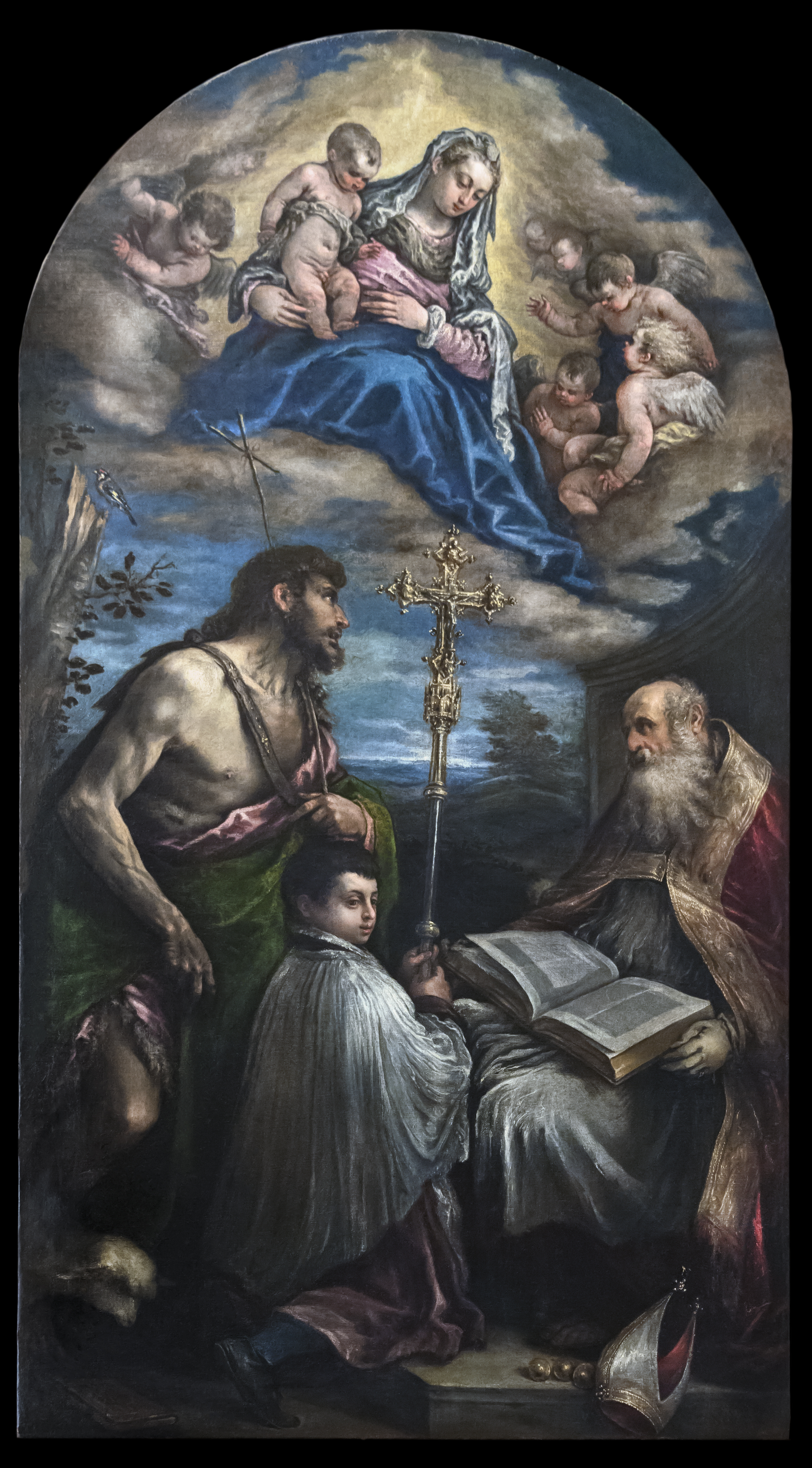
La Vierge en gloire avec saint Jean-Batiste et saint Nicolas de Bari San Giacomo dall'Orio.
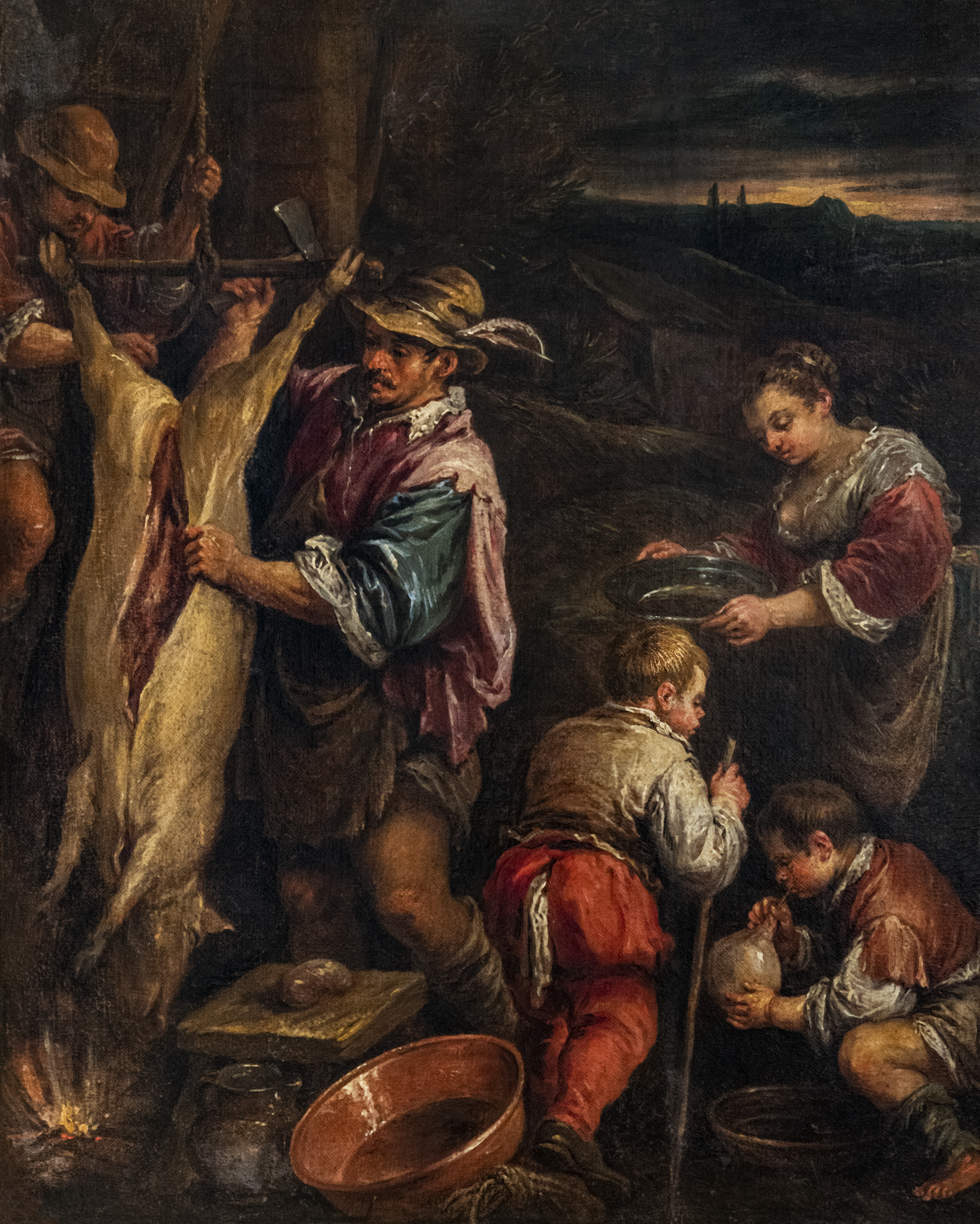
Paysan écorchant un porc Musée Ingres-Bourdelle.

## À noter
- Exposition au musée du Louvre du 9 février au 8 mai 2006 : Le concours au Palais des Doges (fr)

1. 1 2  Valérie Lavergne-Durey, Chefs-d'œuvre de la Peinture Italienne et Espagnole : Musée des Beaux Arts de Lyon, Réunion des Musées nationaux, 1992, 103 p. (ISBN 2-7118-2571-X), p. 52
2. 1 2  Mauro Lucco, « Biographies », dans Mina Gregori, Le Musée des Offices et le Palais Pitti, Paris, Editions Place des Victoires, 2000 (ISBN 2-84459-006-3), p. 633
3. ↑  Le Tintoret a qui est confié la réalisation se révèle trop vieux, la confiera à son fils qui ne la fera pas aboutir suivant les ordres donnés.
4. ↑  Mina Gregori (trad. de l'italien), Le Musée des Offices et le Palais Pitti : La Peinture à Florence, Paris, Editions Place des Victoires, 2000, 685 p. (ISBN 2-84459-006-3), p. 273

## Crédit d'auteurs
- (en) Cet article est partiellement ou en totalité issu de l’article de Wikipédia en anglais intitulé « Francesco Bassano the Younger » (voir la liste des auteurs).